# Arčeda
Arčeda (rusky Арчеда) je řeka ve Volgogradské oblasti v Rusku. Je dlouhá 167 km. Povodí má rozlohu 2050 km².

## Průběh toku
Protéká jihozápadním okrajem Povolžské vrchoviny. Je to levostranný přítok řeky Medvedica (povodí Donu).

## Vodní režim
Zdroj vody je převážně sněhový. Odtok vody z 1 km² povodí činí přibližně 1 l/s. Na středním toku vysychá.

## Využití
Na řece leží město Frolovo.